# 2023년 오스트레일리아 선주민의 목소리 국민투표
2023년 오스트레일리아 선주민의 목소리 국민투표는 2023년 10월 14일 열린 국민투표이다. 유권자들은 "애버리지니와 토레스 해협 제도 원주민과 관련된 문제에 대해 연방의회와 행정부에 대표단을 파견할 수 있는" 애버리지니와 토레스 해협 제도 원주민의 목소리라는 단체를 규정해 오스트레일리아 원주민을 인정하는 오스트레일리아 헌법 개헌안을 승인하는지를 물었다.
국민투표의 질문과 개헌안은 2023년 3월 23일 앤서니 앨버니지 총리가 발표했다. 국민투표는 3월 30일 마크 드레퓌스 법무장관이 연방의회에 2023년 (애버리지니 및 토레스 해협 제도 원주민) 개헌안을 상정하는 안건이 통과되면서 공식적으로 결정되었다. 이 법안은 2023년 5월 31일 하원을, 6월 19일에는 상원을 통과했다. 8월 30일에는 앨버니지 총리가 국민투표 날짜를 발표했다. 9월 11일에는 오스트레일리아의 총독 데이비드 헐리가 오스트레일리아 선거관리위원회에 행정서신(Writ)을 발행해 공식적으로 국민투표를 개최했다.
개헌안은 오스트레일리아 전역과 모든 주에서 오스트레일리아 헌법 제128조에 규정된 이중다수결을 넘지 못해 부결되었다. 국민투표 결과 오스트레일리아 수도 준주에서만 개헌안에 찬성을 더 많이 던졌다.